# Lemybrien
Lemybrien är en ort i republiken Irland.   Den ligger i grevskapet Waterford och provinsen Munster, i den södra delen av landet, 160 km sydväst om huvudstaden Dublin. Lemybrien ligger 73 meter över havet och antalet invånare är 206.
Terrängen runt Lemybrien är platt åt sydost, men åt nordväst är den kuperad.Runt Lemybrien är det ganska glesbefolkat, med 25 invånare per kvadratkilometer. Närmaste större samhälle är Dungarvan, 11,3 km sydväst om Lemybrien. Trakten runt Lemybrien består i huvudsak av gräsmarker.